# Record du Maroc de natation messieurs du 400 mètres nage libre
Cet article présente l'évolution du record du Maroc de natation messieurs du 400 mètres nage libre.

## Bassin de 50 mètres
| Temps         | Athlète          | Naissance | Âge | Club                      | Compétition | Lieu             | Date           |
| ------------- | ---------------- | --------- | --- | ------------------------- | ----------- | ---------------- | -------------- |
| 4 min 05 s 30 | Mohamed Lattaoui |           |     | Fath Union Sport de Rabat |             | Paris            | 8 février 1981 |
| -----         |                  |           |     |                           |             |                  |                |
| 4 min 05 s 23 | Jordan Yamine    |           |     | WAC                       |             | Chalon-sur-Saône | 24 mai 2009    |
| -----         |                  |           |     |                           |             |                  |                |
| 4 min 02 s 85 | Morad Berrada    |           |     | WAC                       |             | Rennes           | 25 avril 2010  |

## Bassin de 25 mètres
| Temps         | Athlète       | Naissance | Âge | Club | Compétition                | Lieu     | Date            |
| ------------- | ------------- | --------- | --- | ---- | -------------------------- | -------- | --------------- |
| 3 min 58 s 32 | Youssef Hafdi |           |     | CNJ  |                            |          | 16 janvier 2005 |
| 3 min 55 s 36 | Morad Berrada | 1991      | 19  |      | Championnats de France (s) | Chartres | 5 décembre 2010 |